# Баттіфолло
Баттіфолло (італ. Battifollo, п'єм. Batifòl) — муніципалітет в Італії, у регіоні П'ємонт,  провінція Кунео.
Баттіфолло розташоване на відстані близько 460 км на північний захід від Рима, 90 км на південь від Турина, 37 км на схід від Кунео.
Населення — 221 особа (2014).
Щорічний фестиваль відбувається 23 квітня. Покровитель — святий Юрій.

## Демографія
Населення за роками:

Станом на 1 січня 2023 року в муніципалітеті офіційно проживав 51 іноземець з 12 країн, серед них 9 громадян країн Євросоюзу.

## Сусідні муніципалітети
- Баньяско
- Чева
- Лізіо
- Нучетто
- Сканьелло